# Saison 1978-1979 du Stade rennais FC
Maillots
Chronologie
Saison précédente Saison suivante
La saison 1978-1979 du Stade rennais football club débute le 12 août 1978 avec la première journée du Championnat de France de Division 2, pour se terminer le 26 mai 1979 avec la dernière journée de cette même compétition.
Le Stade rennais FC est également engagé en Coupe de France.

## Résumé de la saison
Après la catastrophique saison 1977-1978, le Stade rennais repart d'un nouveau pied. Le club doit une nouvelle fois se séparer de nombreux éléments, dont les jeunes et talentueux Jean-Luc Arribart et Patrick Delamontagne, cédés au Stade lavallois pour 600 000 francs, ainsi que plusieurs joueurs en fin de contrat, comme Claude Arribas, Alain Philippe et Alain Richard, ce qui permet de sauver une nouvelle fois le statut professionnel du club. Contrairement à la saison précédente, plusieurs joueurs d'expérience sont recrutés. On voit alors revenir Loïc Kerbiriou et surtout Laurent Pokou qui ne s'est jamais adapté à l'AS Nancy-Lorraine, souffrant d'un virus. Autres recrues, René Izquierdo et Claude Klimek, issus d'un Red Star qui vient d'abandonner le professionnalisme ; ou encore l'ancien attaquant martiniquais du Paris Saint-Germain Guy Nosibor.
Ainsi renforcé, le SRFC fait meilleure figure que la saison précédente, et se place d'emblée dans la première moitié du classement. Avec quatre défaites seulement, il pointe même à la cinquième place à mi-championnat, et se pose en candidat à la remontée. Une ambition mise en berne par une série de sept matchs sans victoire en février - mars, l'attaque rennaise marquant considérablement le pas. Condamné à se battre pour les places d'honneur, le Stade rennais récolte finalement une honorable septième place.
L'hiver rennais est lui marqué par l'incident qui met aux prises Laurent Pokou avec l'arbitre de la rencontre opposant le Stade rennais au Stade Léonard Kreisker le 24 décembre 1978 au septième tour de la Coupe de France. Pokou est expulsé pour avoir insulté et frappé M. Lopez, à la suite de quoi l'attaquant ivoirien est suspendu pour une durée de deux ans. Pokou, qui démentira avoir frappé l'arbitre, voit finalement sa peine réduite en appel à six mois, plus dix-huit mois avec sursis. Mais le mal est fait, et le joueur décide de quitter définitivement la France.
Enfin, toujours en difficulté avec ses finances, le Stade rennais a l'agréable surprise en fin de saison de recevoir un don de son ancien président, Bernard Lemoux, qui verse une somme de 400 000 francs. De quoi finir la saison et de disposer d'un bonus pour la suivante.

## Transferts en 1978-1979
| Nom                    | Nationalité   | Provenance/Destination  |
| Arrivées               |               |                         |
| Alain Borne            | France        | Troyes AF               |
| Jean-François Fuselier | France        | CPB Rennes              |
| Jean Goyer             | France        | FC Rouen                |
| René Izquierdo         | France        | Red Star FC             |
| Patrick Jacotin        | France        | US Le Mans              |
| Loïc Kerbiriou         | France        | Stade brestois          |
| Claude Klimek          | France        | Red Star FC             |
| Fernando Lobos         | Chili         | FC Massy                |
| Guy Nosibor            | France        | Paris Saint-Germain     |
| André Pennec           | France        | Stade landivisien       |
| Laurent Pokou          | Côte d'Ivoire | AS Nancy-Lorraine       |
| Ronan Soisson          | France        | AS Brestoise            |
| Daniel Thoirain        | France        | AS Angoulême            |
| Départs                |               |                         |
| Jean-Luc Arribart      | France        | Stade lavallois         |
| Claude Arribas         | France        | AS Cannes               |
| Alain Bernard          | France        | AS Angoulême            |
| Dominique Blin         | France        | Stade briochin          |
| Patrick Consigney      | France        | FC Lorient              |
| Patrick Delamontagne   | France        | Stade lavallois         |
| Pascal Gombault        | France        | US Alençon              |
| Michel Jeuland         | France        | Drapeau de Fougères     |
| Bernard Larnicol       | France        | US Pont-l'Abbé          |
| Bruno Ledu             | France        | Stade quimpérois (prêt) |
| Louis Leray            | France        | FC Maure-de-Bretagne    |
| Alain Philippe         | France        | Troyes AF               |
| Gérard Pinson          | France        | La Bouëxière            |
| Alain Richard          | France        | AS Corbeil-Essonnes     |
| Jerzy Wilim            | Pologne       | AKS Niwka Sosnowiec     |

## L'effectif de la saison
| Poste¹ | Nat.² | Nom                    | Naissance         | Sélection³ | Championnat | Championnat | Coupe France | Coupe France | Total Saison | Total Saison | Notes                                      |
| Poste¹ | Nat.² | Nom                    | Naissance         | Sélection³ | M           | But inscrit | M            | But inscrit  | M            | But inscrit  | Notes                                      |
| ------ | ----- | ---------------------- | ----------------- | ---------- | ----------- | ----------- | ------------ | ------------ | ------------ | ------------ | ------------------------------------------ |
| D      | FRA   | Philippe Berlin        | 25 mars 1956      | -          | 33          | 0           | 2            | 0            | 35           | 0            |                                            |
| A      | FRA   | Alain Bernard          | 25 septembre 1953 | -          | 8           | 7           | 0            | 0            | 8            | 7            | Transféré à Angoulême en octobre           |
| A      | FRA   | Alain Borne            | 21 novembre 1957  | -          | 29          | 2           | 1            | 0            | 30           | 2            |                                            |
| A      | FRA   | Robert Colleu          | 25 janvier 1959   | -          | 3           | 0           | 0            | 0            | 3            | 0            |                                            |
| A      | FRA   | Jean-François Fuselier | 23 septembre 1959 | -          | 2           | 0           | 0            | 0            | 2            | 0            |                                            |
| D      | FRA   | Hervé Goby             | 15 août 1960      | -          | 5           | 0           | 0            | 0            | 5            | 0            |                                            |
| A      | FRA   | Jean Goyer             | 12 janvier 1956   | -          | 3           | 1           | 0            | 0            | 3            | 1            |                                            |
| M      | FRA   | Richard Grosvalet      | 19 août 1956      | -          | 5           | 0           | 0            | 0            | 5            | 0            |                                            |
| D      | FRA   | René Izquierdo         | 6 septembre 1948  | -          | 34          | 0           | 2            | 0            | 36           | 0            |                                            |
| A      | FRA   | Patrick Jacotin        | 5 janvier 1954    | -          | 1           | 0           | 0            | 0            | 1            | 0            |                                            |
| D      | FRA   | Loïc Kerbiriou         | 7 mars 1949       | -          | 11          | 0           | 2            | 0            | 13           | 0            |                                            |
| D      | FRA   | Jean-Yves Kerjean      | 25 juin 1958      | -          | 32          | 1           | 2            | 0            | 34           | 1            |                                            |
| M      | FRA   | Claude Kerveillant     | 16 juillet 1958   | -          | 30          | 0           | 2            | 0            | 32           | 0            |                                            |
| G      | FRA   | Claude Klimek          | 20 août 1956      | -          | 34          | 0           | 2            | 0            | 36           | 0            |                                            |
| A      | CHI   | Fernando Lobos         | 12 octobre 1949   | -          | 10          | 2           | 0            | 0            | 10           | 2            |                                            |
| D      | FRA   | Bertrand Marchand      | 27 avril 1953     | -          | 31          | 0           | 2            | 0            | 33           | 0            |                                            |
| A      | FRA   | Guy Nosibor            | 22 juillet 1954   | -          | 22          | 4           | 2            | 0            | 24           | 4            | Arrive de Paris SG en octobre              |
| A      | FRA   | Jean-Marc Orhan        | 18 août 1954      | -          | 6           | 1           | 0            | 0            | 6            | 1            |                                            |
| M      | FRA   | André Pennec           | 13 mai 1961       | -          | 2           | 0           | 0            | 0            | 2            | 0            |                                            |
| A      | FRA   | Gilles Perrin          | 8 août 1958       | -          | 2           | 0           | 0            | 0            | 2            | 0            |                                            |
| A      | CIV   | Laurent Pokou          | 20 août 1947      | A          | 12          | 6           | 2            | 0            | 14           | 6            | Arrive de l'AS Nancy-Lorraine en septembre |
| M      | FRA   | Jean-Paul Rabier       | 25 janvier 1955   | -          | 34          | 3           | 2            | 0            | 36           | 3            |                                            |
| D      | FRA   | Ronan Soisson          | 24 février 1959   | -          | 3           | 0           | 0            | 0            | 3            | 0            |                                            |
| A      | YUG   | Edin Sprečo            | 19 avril 1947     | A          | 26          | 14          | 2            | 1            | 28           | 15           |                                            |
| M      | FRA   | Daniel Thoirain        | 2 décembre 1946   | -          | 27          | 2           | 1            | 1            | 28           | 3            |                                            |

- 1 : G, Gardien de but ; D, Défenseur ; M, Milieu de terrain ; A, Attaquant
- 2 : Nationalité sportive, certains joueurs possédant une double-nationalité
- 3 : sélection la plus élevée obtenue

## Équipe-type
Il s'agit de la formation la plus courante rencontrée en championnat.

## Les rencontres de la saison

### Liste
| Match | Date         | Compétition           | Tour    | Adversaire        | Lieu ¹ | Score | Class. | Buteurs pour le Stade rennais |
| ----- | ------------ | --------------------- | ------- | ----------------- | ------ | ----- | ------ | ----------------------------- |
| 1     | 12 août      | Division 2 - Groupe B | 1       | Châteauroux       | E      | 0-2   | 16     |                               |
| 2     | 19 août      | Division 2 - Groupe B | 2       | Amiens            | D      | 4–1   | 8      | Bernard                       |
| 3     | 26 août      | Division 2 - Groupe B | 3       | Quimper           | E      | 2-1   | 2      | Bernard Rabier                |
| 4     | 2 septembre  | Division 2 - Groupe B | 4       | Mulhouse          | D      | 0–0   | 4      |                               |
| 5     | 9 septembre  | Division 2 - Groupe B | 5       | Angoulême         | E      | 2–0   | 4      | Bernard Orhan                 |
| 6     | 16 septembre | Division 2 - Groupe B | 6       | Dunkerque         | D      | 0-0   | 6      |                               |
| 7     | 23 septembre | Division 2 - Groupe B | 7       | Guingamp          | E      | 0-2   | 8      |                               |
| 8     | 30 septembre | Division 2 - Groupe B | 8       | Melun             | D      | 3–1   | 7      | Kerjean Bernard Sprečo        |
| 9     | 7 octobre    | Division 2 - Groupe B | 9       | Tours             | E      | 0–0   | 7      |                               |
| 10    | 14 octobre   | Division 2 - Groupe B | 10      | Rouen             | D      | 2–2   | 7      | Nosibor Pokou                 |
| 11    | 21 octobre   | Division 2 - Groupe B | 11      | Lucé              | E      | 1–0   | 6      | Pokou                         |
| 12    | 28 octobre   | Division 2 - Groupe B | 12      | Brest             | D      | 1-2   | 7      | Thoirain                      |
| 13    | 4 novembre   | Division 2 - Groupe B | 13      | Orléans           | E      | 0-1   | 8      |                               |
| 14    | 11 novembre  | Division 2 - Groupe B | 14      | Limoges           | E      | 0–0   | 8      |                               |
| 15    | 18 novembre  | Division 2 - Groupe B | 15      | Lens              | D      | 2-1   | 8      | Sprečo                        |
| 16    | 25 novembre  | Division 2 - Groupe B | 16      | Boulogne-sur-Mer  | E      | 1-0   | 5      | Pokou                         |
| 17    | 3 décembre   | Coupe de France       | 6e tour | La Montagnarde    | E      | 1-0   | 1-0    | Sprečo                        |
| 18    | 9 décembre   | Division 2 - Groupe B | 17      | Blois             | D      | 8-0   | 5      | Sprečo Pokou Borne            |
| 19    | 16 décembre  | Division 2 - Groupe B | 18      | Amiens            | E      | 1–1   | 5      | Nosibor                       |
| 20    | 24 décembre  | Coupe de France       | 7e tour | Saint-Pol-de-Léon | E      | 1-3   | 1-3    | Thoirain                      |
| 21    | 13 janvier   | Division 2 - Groupe B | 19      | Quimper           | D      | 2–1   | 4      | Lobos                         |
| 22    | 27 janvier   | Division 2 - Groupe B | 20      | Angoulême         | D      | 1–1   | 4      | Goyer                         |
| 23    | 3 février    | Division 2 - Groupe B | 21      | Dunkerque         | E      | 0-2   | 4      |                               |
| 24    | 17 février   | Division 2 - Groupe B | 22      | Guingamp          | D      | 0–0   | 4      |                               |
| 25    | 24 février   | Division 2 - Groupe B | 23      | Melun             | E      | 0–3   | 5      |                               |
| 26    | 3 mars       | Division 2 - Groupe B | 24      | Tours             | D      | 0-1   | 5      |                               |
| 27    | 17 mars      | Division 2 - Groupe B | 25      | Rouen             | E      | 1–1   | 7      | Sprečo                        |
| 28    | 24 mars      | Division 2 - Groupe B | 26      | Mulhouse          | E      | 1-1   | 7      | Nosibor                       |
| 29    | 31 mars      | Division 2 - Groupe B | 27      | Lucé              | D      | 3–1   | 6      | Sprečo Rabier                 |
| 30    | 7 avril      | Division 2 - Groupe B | 28      | Brest             | E      | 0-2   | 7      |                               |
| 31    | 21 avril     | Division 2 - Groupe B | 29      | Orléans           | D      | 2–0   | 6      | Sprečo Borne                  |
| 32    | 28 avril     | Division 2 - Groupe B | 30      | Limoges           | D      | 2-0   | 5      | Sprečo Rabier                 |
| 33    | 5 mai        | Division 2 - Groupe B | 31      | Lens              | E      | 1–3   | 5      | Sprečo                        |
| 34    | 12 mai       | Division 2 - Groupe B | 32      | Boulogne-sur-Mer  | D      | 0–1   | 6      |                               |
| 35    | 19 mai       | Division 2 - Groupe B | 33      | Blois             | E      | 1–2   | 8      | Sprečo                        |
| 36    | 26 mai       | Division 2 - Groupe B | 34      | Châteauroux       | D      | 2–0   | 7      | Thoirain Nosibor              |

- 1 N : terrain neutre ; D : à domicile ; E : à l'extérieur ; drapeau : pays du lieu du match international

## Bilan des compétitions
| Compétition     | Vainqueur final | Débute au tour | Place ou tour final | Première rencontre | Dernière rencontre | Nombre |
| --------------- | --------------- | -------------- | ------------------- | ------------------ | ------------------ | ------ |
| Division 2      | FC Gueugnon     | 1re journée    | 7e du groupe B      | 12 août 1978       | 26 mai 1979        | 34     |
| Coupe de France | FC Nantes       | 6e tour        | 7e tour             | 3 décembre 1978    | 24 décembre 1978   | 2      |

### Division 2 - Groupe B

#### Classement
| Rang | Équipe      | Pts | J  | G  | N  | P  | Bp | Bc | Diff |
| ---- | ----------- | --- | -- | -- | -- | -- | -- | -- | ---- |
| 4    | Tours       | 43  | 34 | 15 | 13 | 6  | 53 | 39 | +14  |
| 5    | Rouen       | 37  | 34 | 13 | 11 | 10 | 52 | 44 | +8   |
| 6    | Limoges     | 37  | 34 | 14 | 9  | 11 | 37 | 32 | +5   |
| 7    | Rennes      | 36  | 34 | 13 | 10 | 11 | 43 | 33 | +10  |
| 8    | Guingamp    | 36  | 34 | 12 | 12 | 10 | 35 | 39 | -4   |
| 9    | Orléans     | 34  | 34 | 13 | 8  | 13 | 36 | 42 | -6   |
| 10   | Châteauroux | 33  | 34 | 11 | 11 | 12 | 32 | 36 | -4   |

#### Résultats
| Total  | Total  | Total | Total | Total | Total | Total | Total | Domicile | Domicile | Domicile | Domicile | Domicile | Domicile | Extérieur | Extérieur | Extérieur | Extérieur | Extérieur | Extérieur |
| Matchs | Points | V     | N     | D     | BP    | BC    | Diff. | V        | N        | D        | BP       | BC       | Diff.    | V         | N         | D         | BP        | BC        | Diff.     |
| ------ | ------ | ----- | ----- | ----- | ----- | ----- | ----- | -------- | -------- | -------- | -------- | -------- | -------- | --------- | --------- | --------- | --------- | --------- | --------- |
| 34     | 36     | 13    | 10    | 11    | 43    | 33    | +10   | 9        | 5        | 3        | 32       | 12       | +20      | 4         | 5         | 8         | 11        | 21        | -10       |

#### Résultats par journée
| Journée   | 01 | 02 | 03 | 04 | 05 | 06 | 07 | 08 | 09 | 10 | 11 | 12 | 13 | 14 | 15 | 16 | 17 | 18 | 19 | 20 | 21 | 22 | 23 | 24 | 25 | 26 | 27 | 28 | 29 | 30 | 31 | 32 | 33 | 34 |
| --------- | -- | -- | -- | -- | -- | -- | -- | -- | -- | -- | -- | -- | -- | -- | -- | -- | -- | -- | -- | -- | -- | -- | -- | -- | -- | -- | -- | -- | -- | -- | -- | -- | -- | -- |
| Terrain   | E  | D  | E  | D  | E  | D  | E  | D  | E  | D  | E  | D  | E  | E  | D  | E  | D  | E  | D  | D  | E  | D  | E  | D  | E  | E  | D  | E  | D  | D  | E  | D  | E  | D  |
| Résultats | D  | V  | V  | N  | V  | N  | D  | V  | N  | N  | V  | D  | D  | N  | V  | V  | V  | N  | V  | N  | D  | N  | D  | D  | N  | N  | V  | D  | V  | V  | D  | D  | D  | V  |
| Points    | 0  | 2  | 4  | 5  | 7  | 8  | 8  | 10 | 11 | 12 | 14 | 14 | 14 | 15 | 17 | 19 | 21 | 22 | 24 | 25 | 25 | 26 | 26 | 26 | 27 | 28 | 30 | 30 | 32 | 34 | 34 | 34 | 34 | 36 |
| Place     | 16 | 8  | 2  | 4  | 4  | 6  | 8  | 7  | 7  | 7  | 6  | 7  | 8  | 8  | 8  | 5  | 5  | 5  | 4  | 4  | 4  | 4  | 5  | 5  | 7  | 7  | 6  | 7  | 6  | 5  | 5  | 6  | 8  | 7  |

Source : Liste des rencontres

Terrain : D = Domicile ; E = Extérieur. Résultat: D = Défaite ; N = Nul ; V = Victoire.